# Bitexco Financial Tower
La Bitexco Financial Tower és el gratacel més alt de la Ciutat Ho Chi Minh (Vietnam).
L'edifici, que es va començar el 2005, es va completar el 2010 amb una alçada de 262 metres i un cost total del projecte de 270 milions dòlars estatunidencs. És propietat d'una empresa vietnamita i es fa servir com a seu d'oficines i centre comercial.